# Kraljevka (gljiva)
Kraljevka (Boletus regius) vrsta je vrganjevke izvrsne kakvoće. Ističe se svojim ružičastocrvenim klobukom, zlatnožutim cjevčicama te stručkom koji na pritisak ne mijenja boju. Raste u listopadnim šumama.  Zaštićena je.

## Opis
- Klobuk je širok 5 – 15 cm. U mladosti je kuglast, a potom raširen i malo ulegnut. Mesnat je i crven. Ubrzo poprimi ružičastu boju iz koje proviruje žuta osnova. Suh je, bez sjaja, hrapav i pustenast.
- Cjevčice su zlatnožute boje, na pritisak ne mijenjaju boju. Pod starost postaju zelenkastije.
- Stručak je visok 5 – 10 cm, a širok 3 – 5 cm. Ovalan je i u osnovi deblji. Pun. Pod klobukom je zlatnožut, mjestimično je crveno mrljav, a pri dnu je često (ne uvijek) crven kao krv. Prekriven je sitnom žutom mrežicom.
- Meso je tvrdo i žuto. Ispod kožice je crvenkasto. Na presjeku meso ne mijenja boju, ali ponekad pri dnu neznatno poplavi. Ugodna mirisa i okusa.
- Spore su vretenaste, glatke, veličine 11 – 16 x 4 – 5 μm. Otrusina je maslinastosmeđa.

## Stanište
Raste ljeti u listopadnim šumama, osobito uz hrast i bukvu, u grupama ili pojedinačno.

## Upotrebljivost
Kraljevka je gljiva izvrsne kakvoće, no ugrožena je vrsta i u Hrvatskoj strogo zaštićena.

## Sličnosti
Šiljastonogi vrganj (Boletus appendiculatus), Fechtnerov vrganj (Boletus fechtneri) i ljupki vrganj (Boletus speciosus) mijenjaju boju trusišta ako se pritisnu prstom. Lažna kraljevka (Boletus pseudoregius) ima svjetlije crven klobuk i meso joj plavi na prerezu i na dodir.